# Такаянаґі Ясутаро
Такаяна́ґі Ясутаро́ (яп. 高柳保太郎, たかやなぎやすたろう; 8 січня 1870 — 7 вересня 1951) — японський військовик, розвідник. Генерал-лейтенант Імперської армії Японії. Учасник російсько-японської війни (1904—1905).

## Біографія
Народився 8 січня 1870 року в префектурі Ісікава. 23 липня 1892 року закінчив Військову академію армії. 13 березня 1893 року отримав звання молодшого лейтенанта. Після 3 років служби, в грудні 1896 року, поступив до Вищої військової академії армії Японії. Закінчив її 21 грудня 1899 року. 
15 березня 1904 року, під час російсько-японської війни, працював радником з питань стратегії й тактики при штабі 2-ї армії. Наприкінці війни, 14 серпня 1905 року, був штабним офіцером Маньчжурської армії. 
19 грудня 1910 року призначений головою Відділу стратегії і тактики Генерального штабу армії Японії. 1 квітня 1912 року підвищений до полковника піхоти Імперської армії. З 10 квітня 1915 року став командувачем 60-го піхотного полку.
З 27 січня 1917 року, в ході Першої світової війни, перебував у Росії, при російській армії, як уповноважений Генерального штабу армії Японії. 6 серпня того ж року підвищений до генерал-майора. 23 березня 1918 року очолив 2-й відділ Генерального штабу армії, що займався вивченням іноземних країн. Під час Громадянської війни в Росії, з 15 січня 1919 року по 31 січня 1920 року, був головою Воєнної місії в Омську при уряді Олександра Колчака. 
3 лютого 1919 року призначений до штабу японської експедиційної армії у Владивостоці під час Сибірського походу. Протягом 16 липня 1920 — 27 березня 1921 року очолював цей штаб. 28 березня повернувся на роботу до Генерального штабу.
8 лютого 1922 року делегований до штабу командування Квантунською армією в Маньчжурії. 15 серпня того ж року підвищений до генерал-лейтенанта. З 24 листопада 1922 року відправлений на відпочинок при збереженні усіх звань, нагород і титулів. 23 березня 1923 року переведений до запасу.
Помер 7 вересня 1951 року, у віці 82 років.